# Lingua yugur occidentale
La lingua yugur occidentale (yoğïr lar, lingua yugur o yoğïr śoz, parola yugur) è una lingua appartenente alla famiglia linguistica delle lingue turche parlata dal popolo yugur, stanziato nel distretto autonomo yugur del Sunan nella provincia del Gansu nel nord-ovest della Cina. La lingua è in contrasto con lo yugur orientale, una lingua mongolica parlata all'interno della stessa comunità. Tradizionalmente entrambe le lingue sono indicate col medesimo termine: "uygur giallo", dall'endonimo dei yugur.
Vi sono approssimativamente 4600 locutori dello yugur turco su una popolazione etnica di circa 7000 persone.

## Classificazioni
Oltre ad alcune somiglianze con alcune lingue uyghur, lo yugur occidentale, condivide anche una serie di caratteristiche, principalmente arcaismi, con alcune delle lingue turche del nord-est, ma non è vicina a nessuna di loro in particolare. Né lo yogur occidentale, né quello orientale sono mutualmente intelligibili con la lingua uigura.

## Vocabolario
Lo yugur occidentale è l'unica lingua turca che conserva il sistema di conteggio anticipante, che era proprio della Lingua turca antica.
Per secoli, lo yugur occidentale si è trovato in contatto con lingue mongole, come il tibetano ed il cinese e di conseguenza ha adottato una grande quantità di prestiti da queste lingue, così come alcune caratteristiche grammaticali. I dialetti cinesi delle zone confinanti con quelle in cui si parla yugur, lo hanno influenzato, soprattutto con prestiti linguistici.

## Sistema di scrittura
La lingua yugur occidentale viene scritta, dal XIX secolo, utilizzando l'alfabeto uiguro.

## Storia
La lingua uigura moderna e lo Yugur occidentale appartengono a due diversi rami della famiglia linguistica turca, rispettivamente il ramo delle lingue turche orientali (o lingue karluk) parlate nell'area definita Karakhanidi (come la lingua xākānī descritta da Mahmud al-Kashgari nel Dīwānu l-Luġat al-Turk) e le lingue turche siberiane, che includevano anche l'Antica lingua Uyghur.).